# 古都における歴史的風土の保存に関する特別措置法
古都における歴史的風土の保存に関する特別措置法（ことにおけるれきしてきふうどのほぞんにかんするとくべつそちほう、昭和41年1月13日法律第1号）は、歴史的風土地区の指定、地区内の開発規制、その土地の所有者への補償に関する法律である。通称古都保存法。
1966年（昭和41年）1月13日に公布された。主務官庁は国土交通省都市局公園緑地・景観課で、総務省自治行政局地域政策課、文化庁文化財第二課と連携して執行にあたる。

## 概要
1964年（昭和39年）に神奈川県鎌倉市で起こった鶴岡八幡宮裏山の宅地造成計画への反対運動（「御谷騒動」）を契機として、当時同じく双ヶ岡の開発計画が問題となっていた京都市、若草山一帯の開発が進んでいた奈良市、そして鎌倉市を中心とした「古都保存連絡協議会」の働きかけにより制定された。古都の歴史的風土を保存し次の世代へと繋げていく事を目的として、前3市の他、政令で定められた天理市、橿原市、桜井市、奈良県生駒郡斑鳩町、同県高市郡明日香村、神奈川県逗子市並びに滋賀県大津市の合計8市1町1村が対象となっている。
第一条では
としている。

## 歴史的風土保存区域での制限事項
歴史的風土保存区域で以下の行為を行う場合には府県知事（政令指定都市では市長、以下同様）への届け出が必要である。
1. 建築物その他の工作物の新築、改築又は増築
2. 宅地の造成、土地の開墾その他の土地の形質の変更
3. 木竹の伐採
4. 土石の類の採取
5. 前各号に掲げるもののほか、歴史的風土の保存に影響を及ぼすおそれのある行為で政令で定めるもの

## 歴史的風土特別保存地区での制限事項
歴史的風土保存区域の中心をなす地域は歴史的風土特別保存区域（特別保存地区）に指定され、以下の行為を行う場合には府県知事の許可が必要である。
1. 建築物その他の工作物の新築、改築又は増築
2. 宅地の造成、土地の開墾その他の土地の形質の変更
3. 木竹の伐採
4. 土石の類の採取
5. 建築物その他の工作物の色彩の変更
6. 屋外広告物の表示又は掲出
7. 前各号に掲げるもののほか、歴史的風土の保存に影響を及ぼすおそれのある行為で政令で定めるもの

## 指定都市と指定地区
2017年（平成29年）3月31日現在の指定状況
| 自治体名            | 歴史的風土保存区域                             | 歴史的風土保存区域 | 歴史的風土特別保存地区 |
| 自治体名            | 区域名称                                       | 地区名称           | 地区名称               |
| ------------------- | ---------------------------------------------- | ------------------ | ---------------------- |
| 神奈川県鎌倉市      | 鎌倉市及び 逗子市 歴史的風土 保存区域          | 朝比奈             | 朝比奈切通し           |
| 神奈川県鎌倉市      | 鎌倉市及び 逗子市 歴史的風土 保存区域          | 八幡宮             | 浄妙寺                 |
| 神奈川県鎌倉市      | 鎌倉市及び 逗子市 歴史的風土 保存区域          | 八幡宮             | 瑞泉寺                 |
| 神奈川県鎌倉市      | 鎌倉市及び 逗子市 歴史的風土 保存区域          | 八幡宮             | 護良親王墓             |
| 神奈川県鎌倉市      | 鎌倉市及び 逗子市 歴史的風土 保存区域          | 八幡宮             | 永福寺跡               |
| 神奈川県鎌倉市      | 鎌倉市及び 逗子市 歴史的風土 保存区域          | 八幡宮             | 建長寺・浄智寺・八幡宮 |
| 神奈川県鎌倉市      | 鎌倉市及び 逗子市 歴史的風土 保存区域          | 八幡宮             | 寿福寺                 |
| 神奈川県鎌倉市      | 鎌倉市及び 逗子市 歴史的風土 保存区域          | 長谷極楽寺         | 大仏・長谷観音         |
| 神奈川県鎌倉市      | 鎌倉市及び 逗子市 歴史的風土 保存区域          | 長谷極楽寺         | 極楽寺                 |
| 神奈川県鎌倉市      | 鎌倉市及び 逗子市 歴史的風土 保存区域          | 長谷極楽寺         | 稲村ヶ崎               |
| 神奈川県鎌倉市      | 鎌倉市及び 逗子市 歴史的風土 保存区域          | 山ノ内             | 円覚寺                 |
| 神奈川県鎌倉市      | 鎌倉市及び 逗子市 歴史的風土 保存区域          | 大町材木座         | 妙本寺・衣張山         |
| 神奈川県鎌倉市      | 鎌倉市及び 逗子市 歴史的風土 保存区域          | 大町材木座         | 名越切通し             |
| 神奈川県逗子市      | 鎌倉市及び 逗子市 歴史的風土 保存区域          | 大町材木座         |                        |
| 京都府京都市        | 京都市 歴史的風土 保存地区                     | 醍醐               | 醍醐                   |
| 京都府京都市        | 京都市 歴史的風土 保存地区                     | 桃山               |                        |
| 京都府京都市        | 京都市 歴史的風土 保存地区                     | 東山               | 修学院                 |
| 京都府京都市        | 京都市 歴史的風土 保存地区                     | 東山               | 瓜生山                 |
| 京都府京都市        | 京都市 歴史的風土 保存地区                     | 東山               | 大文字山               |
| 京都府京都市        | 京都市 歴史的風土 保存地区                     | 東山               | 清水                   |
| 京都府京都市        | 京都市 歴史的風土 保存地区                     | 東山               | 阿弥陀ヶ峰             |
| 京都府京都市        | 京都市 歴史的風土 保存地区                     | 東山               | 泉涌寺                 |
| 京都府京都市        | 京都市 歴史的風土 保存地区                     | 東山               | 稲荷山                 |
| 京都府京都市        | 京都市 歴史的風土 保存地区                     | 山科               | 山科                   |
| 京都府京都市        | 京都市 歴史的風土 保存地区                     | 上高野             | 上高野                 |
| 京都府京都市        | 京都市 歴史的風土 保存地区                     | 大原               | 寂光院                 |
| 京都府京都市        | 京都市 歴史的風土 保存地区                     | 大原               | 三千院                 |
| 京都府京都市        | 京都市 歴史的風土 保存地区                     | 鞍馬               |                        |
| 京都府京都市        | 京都市 歴史的風土 保存地区                     | 岩倉               | 岩倉                   |
| 京都府京都市        | 京都市 歴史的風土 保存地区                     | 上賀茂松ヶ崎       | 上賀茂                 |
| 京都府京都市        | 京都市 歴史的風土 保存地区                     | 上賀茂松ヶ崎       | 神山                   |
| 京都府京都市        | 京都市 歴史的風土 保存地区                     | 上賀茂松ヶ崎       | 松ヶ崎                 |
| 京都府京都市        | 京都市 歴史的風土 保存地区                     | 西賀茂             | 西賀茂                 |
| 京都府京都市        | 京都市 歴史的風土 保存地区                     | 御室・衣笠         | 金閣寺                 |
| 京都府京都市        | 京都市 歴史的風土 保存地区                     | 御室・衣笠         | 御室・衣笠             |
| 京都府京都市        | 京都市 歴史的風土 保存地区                     | 御室・衣笠         | 双ヶ岡                 |
| 京都府京都市        | 京都市 歴史的風土 保存地区                     | 高雄・愛宕         |                        |
| 京都府京都市        | 京都市 歴史的風土 保存地区                     | 嵯峨嵐山           | 嵯峨野                 |
| 京都府京都市        | 京都市 歴史的風土 保存地区                     | 嵯峨嵐山           | 曼荼羅山               |
| 京都府京都市        | 京都市 歴史的風土 保存地区                     | 嵯峨嵐山           | 小倉山                 |
| 京都府京都市        | 京都市 歴史的風土 保存地区                     | 嵯峨嵐山           | 嵐山                   |
| 京都府京都市        | 京都市 歴史的風土 保存地区                     | 桂                 |                        |
| 奈良県奈良市        | 奈良市 歴史的風土 保存区域                     | 春日山             | 春日山                 |
| 奈良県奈良市        | 奈良市 歴史的風土 保存区域                     | 平城宮跡           | 平城宮跡               |
| 奈良県奈良市        | 奈良市 歴史的風土 保存区域                     | 平城宮跡           | 聖武天皇陵             |
| 奈良県奈良市        | 奈良市 歴史的風土 保存区域                     | 平城宮跡           | 山陵                   |
| 奈良県奈良市        | 奈良市 歴史的風土 保存区域                     | 西ノ京             | 唐招提寺               |
| 奈良県奈良市        | 奈良市 歴史的風土 保存区域                     | 西ノ京             | 薬師寺                 |
| 奈良県橿原市        | 天理市、 橿原市及び 桜井市 歴史的風土 保存区域 | 大和三山           | 香久山                 |
| 奈良県橿原市        | 天理市、 橿原市及び 桜井市 歴史的風土 保存区域 | 大和三山           | 畝傍山                 |
| 奈良県橿原市        | 天理市、 橿原市及び 桜井市 歴史的風土 保存区域 | 大和三山           | 耳成山                 |
| 奈良県橿原市        | 天理市、 橿原市及び 桜井市 歴史的風土 保存区域 | 大和三山           | 藤原宮跡               |
| 奈良県桜井市        | 天理市、 橿原市及び 桜井市 歴史的風土 保存区域 | 石上三輪           | 三輪山                 |
| 奈良県桜井市        | 天理市、 橿原市及び 桜井市 歴史的風土 保存区域 | 鳥見山             |                        |
| 奈良県桜井市        | 天理市、 橿原市及び 桜井市 歴史的風土 保存区域 | 磐余               |                        |
| 奈良県天理市        | 天理市、 橿原市及び 桜井市 歴史的風土 保存区域 | 石上三輪           | 石上神宮               |
| 奈良県天理市        | 天理市、 橿原市及び 桜井市 歴史的風土 保存区域 | 石上三輪           | 崇神景行天皇陵         |
| 奈良県 生駒郡斑鳩町 | 奈良県 生駒郡斑鳩町 歴史的風土 保存区域        | 斑鳩               | 法隆寺                 |
| 滋賀県大津市        | 大津市 歴史的風土 保存区域                     | 比叡山・坂本       | 延暦寺東塔・西塔       |
| 滋賀県大津市        | 大津市 歴史的風土 保存区域                     | 比叡山・坂本       | 延暦寺横川             |
| 滋賀県大津市        | 大津市 歴史的風土 保存区域                     | 比叡山・坂本       | 延暦寺飯室谷           |
| 滋賀県大津市        | 大津市 歴史的風土 保存区域                     | 比叡山・坂本       | 西教寺                 |
| 滋賀県大津市        | 大津市 歴史的風土 保存区域                     | 比叡山・坂本       | 日吉大社               |
| 滋賀県大津市        | 大津市 歴史的風土 保存区域                     | 近江大津京跡       | 崇福寺跡               |
| 滋賀県大津市        | 大津市 歴史的風土 保存区域                     | 近江大津京跡       | 近江神宮               |
| 滋賀県大津市        | 大津市 歴史的風土 保存区域                     | 園城寺             | 園城寺                 |
| 滋賀県大津市        | 大津市 歴史的風土 保存区域                     | 音羽山             |                        |
| 滋賀県大津市        | 大津市 歴史的風土 保存区域                     | 石山寺             | 石山寺                 |

- 明日香村第1種歴史的風土保存地区
  - 飛鳥宮跡
  - 石舞台
  - 岡寺
  - 高松塚